# 대한민국 제1대 대통령 선거
대한민국 제1대 정·부통령 선거는 1948년 7월 20일 제헌 국회의원들의 간접선거에 의해 이승만을 제1대 대통령으로, 이시영을 제1대 부통령으로 각각 선출한 선거이다. 대통령선거는 오전 10시에 시작되었고, 부통령 선거는 오후 2시에 시작되었다.

## 선거 절차
- 당시의 헌법 제53조에 의거하여 국회에서 간접선거로 실시되었다.

대통령과 부통령은 국회에서 무기명 투표로써 각각 선거한다.
재적의원 2/3 이상의 출석과 출석의원 2/3 이상의 찬성투표로써 당선을 결정한다. 단, 3분의 2 이상의 득표자가 없는 때에는 2차투표를 행한다. 2차투표에도 3분의 2 이상의 득표자가 없는 때에는 최고득표자 2인에 대하여 결선투표를 행하여 다수득표자를 당선자로 한다.

### 컷오프 도입 논의
제헌 헌법이 공포된 7월 17일 오후, 국회는 제32차 회의를 갖고 정·부통령 선거의 절차를 논의하였다. 김도연 등 12명의 원내 상임위원장들은 먼저 7월 19일 예비선거를 치러 정·부통령 선거 후보자를 확정하고, 다음날인 20일 정·부통령 선거를 치를 것을 제안하였다.
예비선거는 국회 전원위원회 회의에서 비공개로 진행하되 재석 의원의 1/3 이상을 득표한 후보만 본 선거에 진출시키고, 국회 본 회의에서 진행될 본 선거에서는 예비 선거를 통과한 후보자에 대해서만 투표할 수 있게 하는 방식이었다.
본 제도를 제안한 위원장들은 정·부통령 선거를 하루만에 치르면 후보 및 정파 간에 교섭을 할 시간도 없고 후보들을 면밀히 숙고하기도 어려움으로 본 선거 전에 주요 후보들을 확인할 예비 선거가 필요하다고 주장하였다. 또한 헌법에 따로 입후보제가 규정돼 있지 않아 선거 결과 당선자가 수락을 거부하는 불상사가 생길 수 있는 바, 예비 선거 결과 본선 진출이 확정된 후보자가 미리 승낙 여부를 밝힐 시간적 여유도 확보된다는 점을 피력하였다.
그러나 대다수 의원들은 전원위에서 비공개 회의를 통해 후보자를 미리 확정해놓는 예선 제도는 비민주적이고 불필요한 시간 낭비라며 예선 없이 국회 본회의에서 한 번에 정·부통령을 선거해야 한다고 주장했다.
결국 거수 투표 결과 재석 의원 189명 중 139명의 찬성으로 전원위 예비 선거 없이 국회 본회의에서 바로 정·부통령 선거를 치를 것이 의결되었다.

### 정·부통령 선거일 분리 논의
제헌 헌법에는 대통령과 부통령의 선거일에 대하여 현임자의 임기가 끝나기 30일 이전이라는 것 외에 상세한 규정이 없었음으로, 두 선거를 어느 날짜에 치를지와 같은 날 치를지 다른 날 치를지 역시 갑론을박이 벌어졌다.
일부 의원들은 대통령과 부통령은 서로 뜻이 맞는 사람들이어야 함으로, 먼저 대통령을 선거한 후 그 당선자가 자신이 원하는 부통령 후보를 교섭할 시간이 필요하다고 주장하였다. 또한 국회의원들도 대통령 선거 결과에 따라 지지할 부통령 후보에 대한 결정을 심사숙고할 시간이 필요하다고 주장하였다. 이같은 이유로 대통령 선거와 부통령 선거를 적어도 하루의 기간을 두고 진행하자는 안이 제의되었다.
그러나 다수 의원들은 이미 대통령 당선자가 (이승만으로) 사실상 확정돼 있음으로 대통령 선거 결과가 발표된 후 심경에 변화가 일어날 의원은 없을 것이라고 반박했다. 또한 의원들은 대통령 당선자가 원하는 부통령 후보를 지목하고 국회의원들이 마치 하명 받듯이 그를 선출하는 것도 보기 좋은 모습이 아니며, 하루 속히 정부를 구성키 위해서라도 정·부통령을 같은 날 모두 선출해야 한다고 주장했다.
대신 대통령을 오전에 선거하고 부통령 선거는 오후에 선거해 그 사이 몇 시간 동안 교섭 및 지지 후보 결정을 할 수 있도록 하자는 안이 지지를 얻었고, 거수 투표 결과 재석 의원 179명 중 117명의 찬성으로 그대로 통과되었다.
선거일로는 화요일인 7월 20일이 선택되었는데, 헌법이 공포된 날이 토요일이었으므로 국민들에게도 선거에 대한 소식이 신문을 통해 알려질 시간이 필요하다는 판단 하에 월요일이 아닌 화요일로 정한 것이었다.

## 파벌별 상황
제헌 국회는 대한독립촉성국민회, 한국민주당, 그리고 한국독립당계를 중심으로 한 무소속 의원들 등 3대 파벌이 주도하고 있었는데, 대통령과 부통령의 선거, 국무총리를 비롯한 초대 내각의 구성 역시 이들 세 파벌의 지대한 영향을 받을 것으로 관측되었다.
당시 대통령으로는 제헌 국회의 제1대 국회의장을 맡고 있던 이승만 박사가 가장 유력한 상황이었다. 이승만 박사는 남한 단독 정부 수립 및 헌법 제정을 주도해온데다, 임시정부 세력부터 한국민주당까지 초당파적인 지지를 받고 있었다.
일각에서는 김구 한국독립당 당수나 서재필 박사를 대통령 혹은 부통령으로 지지하려는 움직임도 있었으나, 두 사람은 모두 적극적으로 거절한데다 특히 서재필 박사는 미국 국적자로 아예 피선거권이 없어 모두 수포로 돌아갔다.
결국 대통령으로는 사실상 유일하게 출마 의사를 밝힌 이승만 박사의 당선이 확실시되었고, 원내 각 파벌들은 대통령보다는 부통령과 국무총리에 누구를 지지할지를 두고 신경을 곤두세웠다.

### 이화장계
이승만 박사는 오세창 대한독립촉성국민회 회장, 조만식 조선민주당 당수, 이시영 전 대한민국 임시정부 재무총장 등 세 사람을 부통령 및 국무총리 후보로 검토하고 있었다.
그 중 오세창 회장은 85세의 고령이란 이유로 점점 제외됐고, 이승만 박사와 그 측근들은 대신 조만식 부통령·이시영 국무총리 안을 적극적으로 추진하였다. 남북 통일을 기원하는 의미에서 당시 이북에 있어 내려올 수 없는 상황이던 조만식을 부통령으로 선출하고 그 직을 공석으로 두자는 것이었다. 그러나 국가의 2인자 자리를 공석으로 두는 것은 바람직하지 않고, 자칫하면 북에 있는 조만식의 신변의 안전을 위태롭게 하는 꼴이 될지도 모른다는 여론이 팽배해 이는 실현되지 못하였다.

### 한국민주당
원내 제2의 교섭단체이던 한민당은 1948년 7월 18일 긴급 중앙상임위원회를 소집하고 이시영 전 임정 재무총장을 부통령으로 지지할 것을 선언하였다. 이시영은 한민당 뿐 아니라 대한독립촉성국민회 및 일부 무소속 의원들에게도 지지를 받아 부통령 당선이 확실시됐다.
한민당은 또한 김성수 한민당 당수를 국무총리로 내세웠다. 그러나 이승만은 김성수 총리설에 미온적인 반응을 보였다.

### 무소속
한독당계를 중심으로 한 무소속 의원들은 1948년 7월 17일과 18일 연달아 모임을 갖고 김구 한독당 당수를 부통령으로, 조소앙 한독당 부당수를 국무총리로 지지할 것을 선언했다. 그러나 김구 부주석은 남한 단독의 정부에는 어떤 형태로도 참여하지 않겠다고 선언해 신한국의 대통령도, 부통령도 맡을 의사가 없음을 분명히 했다.

## 결과

### 대통령 선거
7월 20일 오전 실시된 대통령 선거에는 재적 국회의원 198명 중 이승만·최봉식 두 의원을 제외한 196명이 참여했으며, 당선에 필요한 득표수는 131표였다. 이 중 국회의장이던 이승만 박사는 본인이 당선될 예정임을 감안해 선거 개시를 선언한 후 의장석을 김동원 부의장에게 넘기고 의사당을 빠져나갔다.
투표 결과는 개표를 끝내고 한꺼번에 발표하는 방식이 아니라, 감표위원이 한 표 한 표를 큰 소리로 읽는 방식으로 발표됐으며, 다른 감표위원들은 그때마다 큼지막한 게시판에 실시간으로 후보별 표수를 표시하였다.
그러던 도중 독립운동가 서재필에게 투표된 표가 하나 나왔는데, 서재필은 58년 전인 1890년 미국인으로 귀화한 터라 피선거권이 없었음으로 서재필의 표는 무효 처리되었다. 의장을 맡고 있던 김동원 부의장은 서재필 박사가 미국 국적자라는 사실을 확인해보고 오후에 무효표 여부를 결정하려 했으나, 다수 의원들이 서재필 박사가 틀림없이 자신은 미국 국적자라 공직을 맡을 수 없다고 발언했었다며 신속히 무효 처리 해줄 것을 요구해 그 자리에서 무효를 선언하였다.
개표는 계속되었고, 최종 결과 이승만 박사가 전체 투표수의 2/3를 득표한 이승만이 대통령으로 당선되었다.
|  | 91.84% |

|  | 6.63% |

|  | 1.02% |

오전 11시 반, 김동원 부의장은 신익희 부의장과 서정희 의원을 보내 이승만 박사에게 선거 결과를 알리고 의사당으로 모셔오도록 하였다. 이승만 박사는 약 20분 후 다른 의원들의 우레 같은 박수를 받으며 의사당에 등장했으며, 간단한 당선사를 한 뒤 각 단체들에서 보낸 화환을 받았다. 이후 서정희 의원의 선창으로 국회의원들과 방청객들이 "대통령 이승만 박사 만세"와 "대한민국 만세"를 삼창하였으며, 이승만 박사가 국회의장 자격으로 12시 10분 회의 중지를 선언해 대통령 선거 절차는 모두 끝이 났다.

### 부통령 선거
오후 2시 다시 개회한 국회 본회의는 바로 부통령 선거 절차에 들어갔다.
이승만 박사는 선거 개시 전에 발언권을 얻고 당시 가장 유력한 부통령 후보였던 이시영·조만식·오세창 등 세 사람에 대해 자신의 견해를 밝히는 시간을 가졌다. 이승만 박사는 이시영은 대중적 인기가 높고 정치권에서도 딱히 싫어하는 이가 없는 원만한 사람, 오세창은 기미 독립 선언서에도 참여한 만큼 투철한 독립 투사이고 민의를 충실히 따를 사람, 조만식은 명망도 높지만 이북 동포들에게 손을 내미는 의미에서도 부통령으로 뽑으면 좋을 사람이라고 각각 평하고, 셋 중 누가 당선돼도 자신은 좋을 것 같다고 말했다. 그러면서도 세 사람이 모두 최소 70대의 노인들이라는 점은 우려된다고 지적했다.
이승만 박사의 발언이 끝나고 속행된 투표 결과 1차 투표에서는 전체의 2/3을 득표한 사람이 없어 2차 투표를 하게 되었고, 2차 투표 결과 이시영이 부통령으로 당선되었다. 대통령 선거 결과와 달리 부통령 선거 결과는 개표를 완료한 뒤 한꺼번에 최종 결과를 발표했다.
대통령 선거 때 퇴장했던 이승만 박사가 이번에는 투표에 참여하여 부통령 선거의 총 투표수는 197명이었다.

#### 1차 투표
|  | 57.36% |

|  | 32.99% |

|  | 5.08% |

|  | 2.54% |

|  | 1.52% |

|  | 0.51% |

#### 2차 투표
|  | 67.51% |

|  | 31.47% |

|  | 0.51% |

### 선거 이후
이승만 대통령과 이시영 부통령은 7월 24일 정식으로 취임하였으며, 8월 15일에는 대한민국 정부 수립이 국내외에 선포되었다. 이로써 대한민국은 1910년 8월 29일 대한제국이 일제에 강제 병합된지 38년만에 자주 국권을 완전 회복하였다.

## 국무총리 인준

### 배경
국무총리 지명을 앞두고 국회의 3대 파벌인 독촉, 한민당, 한독당계 무소속 의원들은 각각 신익희 국회부의장, 김성수 한민당 당수, 조소앙 한독당 부당수를 지지하고 있었다. 그러나 이승만은 이들 세 사람에 대해 미온적인 반응을 보였다.
이승만은 7월 22일 기자회견을 갖고 국무총리로는 "의외의 인물"을 내정했다고 밝혔는데, 이 발언이 전해지자 각 파벌들은 크게 당황한 모습을 보였다. 이시영 역시 7월 23일 오후 이승만과 만나 1시간 반 동안 조각 문제를 논의하고 나온 뒤 기자들에게 이승만이 "국무총리는 의외의 인물"이라고 했다며, "그 인물이 어떠한 인물인지는 모르겠다"고 말해 궁금증을 자아냈다.

### 이윤영 지명
이승만이 말한 "의외의 인물"은 평안북도 출신의 이윤영 조선민주당 부당수로 추정되었다. 이승만은 부통령 선거 때도 통일을 다짐하는 의미에서 조만식 조선민주당 당수를 지지하려 했던 만큼, 총리라도 이북 출신을 지명해야 한다는 판단에서 이와 같은 결정을 내린 것으로 점쳐졌다.
사실 이는 이승만이 원내 주요 단체의 후보를 일부러 기피한 결과이기도 했다. 한국민주당 측 인사를 지명할 경우 탄탄한 원내 기반을 바탕으로 강력한 국정 운영이 가능하지만 한민계에 대한 비토 여론이 워낙 강하기 때문에 심각한 국론 분열이 예견되고, 한국독립당 계열의 인사를 기용하면 다수의 임시정부 인사들이 새 정부의 임정 법통 계승을 부정하는 상황에서 명분 및 국민 지지를 다질 수 있으나 임정계와 비임정계의 갈등이 격화될 수 있다는 문제가 있었다.
결국 이승만은 7월 27일 국회를 직접 찾아가 이윤영을 국무총리 지명자로 발표하고 인준을 요청했다. 이승만은 앞서 거명된 세 사람 모두 훌륭한 분들이나 특정 당파의 인사를 지명할 경우 국론이 분열될 것을 우려해 거대 당파에 소속되지 않은 이윤영 의원을 임명하게 됐다며, 신생 대한민국의 가장 시급한 과제는 남북 통일인 만큼 이북 대표를 국무총리로 하는 것에 지지를 표해 달라고 호소했다. 그러나 곧바로 무기명 표결을 진행한 결과 총 투표수 193표 중 찬성 59표, 반대 132표, 기권 2표로 이윤영 총리 임명 승인안은 부결되었다.
이승만은 7월 28일 이화장에서 담화를 발표하고 한민당과 한독당이 각자 자기 계파 출신자가 지명되지 않은 것에 반발해 이같이 부결시킨 것이라고 주장하며, 의원들이 정부 수립도 전에 진영 논리에 함몰돼 국가 재건을 방해하고 있다고 비판했다. 이에 야당 의원들은 자신을 180표로 뽑아줄 땐 국회의원들이 민의를 대변한 것이고, 132표로 총리 임명을 부결시킬 땐 당파 싸움에 정신이 팔린 것이냐며 비판하였다.

### 이범석 지명
이윤영 임명 승인안이 국회에서 부결된 후 이승만 대통령과 원내 각 파벌은 2차 총리 지명을 두고 치열한 신경전을 벌였다. 이승만 측에선 이범석 조선민족청년단장을 내정한 것으로 알려진 가운데, 한민당 의원들은 7월 28일, 29일, 30일 회합을 갖고 김성수 당수를 끝까지 지지하기로 결의했으며, 한독당계 무소속 의원들도 7월 28일과 30일 회합을 갖고 조소앙 부당수를 끝까지 지지할 것을 선언했다.
결국 이승만은 7월 31일 이범석을 국무총리로 임명하였으며, 이는 8월 2일 국회에서 승인되었다. 국무총리 지명자를 비밀로 했다가 국회에서 깜짝 발표한 지난 번과 달리 국회에서 승인안을 논의하기 며칠 전에 후보자를 임명한 것은 지난 인준안의 패착이 계파 간 절충 및 후보자에 대한 공론화가 이루어질 시간적 여유가 없던 탓이라는 판단 때문이었다. 이 날 국회는 총 투표수 197표 중 찬성 110표, 반대 84표, 무효 3표로 국무총리 이범석 임명 승인안을 통과시켰다. 이범석 총리 임명이 가결된 것에는 무소속 의원들이 찬성표를 던진 것은 물론, 국무총리 후보 중 한 사람이던 김성수 한민당 당수가 직접 한민당 의원들에게 이범석 지지를 종용한 결과로 알려졌다.

## 취임일 논란
1952년 제2대 대통령 선거를 앞두고 이승만 대통령의 제1대 대통령으로서의 임기 개시일이 언제였는지를 두고 논란이 벌어졌다. 제헌 헌법에는 이에 관련한 규정이 명시되지 않았으므로, 제1대 대통령의 임기가 끝나고 제2대 대통령의 임기가 시작되는 날짜에 대해 갑론을박이 벌어진 것이다. 정부는 내내 취임식이 열린 7월 24일을 제1대 대통령의 임기 개시일로 간주해왔으나, 일부 의원들은 당선일인 7월 20일 임기가 시작한 것으로 봐야 한다고 주장했으며, 다른 한편으로는 정부가 수립된 8월 15일 대통령의 임기도 시작한 것이라는 주장도 나왔다. 이 같은 논란은 발췌 개헌 파동으로 대통령 선거가 지연돼 도저히 7월 중으로 대통령 선거를 치를 수 없는 상황이 되자 국회의원들이 8월 15일을 대통령 임기 개시일로 하기로 합의하며 종식되었다.